# 约翰·莫特森
约翰·沃克·莫特森 OBE（1945年7月10日—2023年2月23日），英国足球评述员，1971年首次在电视上作评述，一生在电视及电台上评述过2000多场比赛。除1990年代中期的一段时间外，他在1970年代末至2008年间的大部分时间内都是BBC主要的足球评述员。
莫特森经常穿一件羊皮外套，据报道这一习惯是从韦康比流浪者足球俱乐部与彼得伯勒联足球俱乐部于1990年12月角逐英格蘭足總盃之前开始保持，后来这些外套逐渐成为他的标志性外貌，以便观众辨识。
2008年，莫特森宣布不再担任电视直播赛事的评述员，但仍继续评述《今日比賽》的精彩部分，并仍有出现在BBC廣播第五直播台等其他节目中。2017年9月，莫特森宣布完全退休，至此他已评述过10场國際足協世界盃、10场 欧洲足球锦标赛决赛及29场英格兰足总杯决赛。2018年7月，莫特森宣布复出并加入TalkSPORT。2019年，莫特森为迷你客手机游戏《Head Ball 2》担任解说。

## 早年生活
莫特森生于兰开夏郡的索尔福德，其父亲是一名卫理公会牧师。莫特森在林肯郡的波士顿受洗，并在那里度过童年。童年时期的莫特森是波士頓聯足球會的球迷，曾向媒体忆述过该队在1955年英格兰足总杯上对德比郡足球俱乐部的胜利。
莫特森的中学就读于圣埃德蒙兹伯里附近一所名为卡尔福德学校的公学，当时足球运动并不受待见，学校主要的体育课程为橄榄球、草地曲棍球、板球等其他运动。
1963年，莫特森开始在奇平巴尼特担任记者，1967年及1968年，莫特森转入谢菲尔德电讯报就职，首次开始报导足球赛事。

## 职业生涯
莫特森于1968年加入BBC，于广播二台担任体育节目主持人。1969年，莫特森为埃弗顿足球俱乐部与德比郡足球俱乐部之间的一场球赛进行评述，是为其加入BBC以来评述的第一场赛事。1971年10月，莫特森开始成为BBC电视节目《今日比賽》的常规主持人，而这之后他所评述的第一场赛事则为利物浦与切尔西之间一场以0–0告终的比赛。
1972年2月5日，莫特森被安排评述一场赫里福德联足球俱乐部与纽卡斯尔联足球俱乐部之间的英格兰足总杯的转播赛事，他后来表示这次评述是其职业生涯中的重大突破，并认为当时赫里福德的罗尼·拉德福德扳平比分的一记进球是这次赛事的代表性场面。由于表现良好，BBC开始安排莫特森评述更为热门的足球赛事，并随后与他签订了一份3年的合同。
1977年，莫特森临时接替当时正与BBC存在合同纠纷的大衞·科爾曼，负责评述曼徹斯特聯足球俱樂部与利物浦足球俱乐部之间的英格兰足总杯决赛，为其第一次评述该类赛事。当曼彻斯特联球员马丁·布肯登上温布利球场台阶领取奖杯时，莫特森化用苏格兰作家約翰·布肯的《三十九級臺階》评述道：“一个叫布肯的人爬上这39级台阶是非常合适的。”除1995年及1996年外，莫特森评述了1979年至2008年间由BBC转播的所有英格兰足总杯决赛，一共评述了29场。
1985年，因应大众口味开始由精彩时刻的转播方式转向直播，BBC停止了《今日比赛》节目，英国足球联赛的播放权被ITV电视网获取，而莫特森则继续留在BBC，评述每周中期的欧洲锦标赛。1992年，随着英格兰足球超级联赛的开设，《今日比赛》再次回归，由莫特森继续担任主要主持人。
1989年4月，莫特森在评述利物浦和诺丁汉森林足球俱乐部之间的英格兰足总杯半决赛时发生希爾斯堡慘劇，他并在之后的相关调查中充当目击证人。
2001年，BBC失去英格兰足球超级联赛的播放权，《今日比赛》不再每周播放，莫特森于是回到BBC直播五台，但仍继续为BBC拥有播放权的电视转播赛事作评述。2004年，《今日比赛》重新取得超级联赛播放权，莫特森也随之回归，但直到2018年前仍偶尔为直播五台作评述。
2001年，言语治疗师简·康明斯对当时8名顶尖体育评述员的声音形象作了一项分析研究，研究对象包括音高、音量、韵律以及音色，最终发现莫特森的分析结果最为出色。在针对足球球迷的一项陪同调查中，32%的人认为莫特森是英国最受喜爱的评述员。

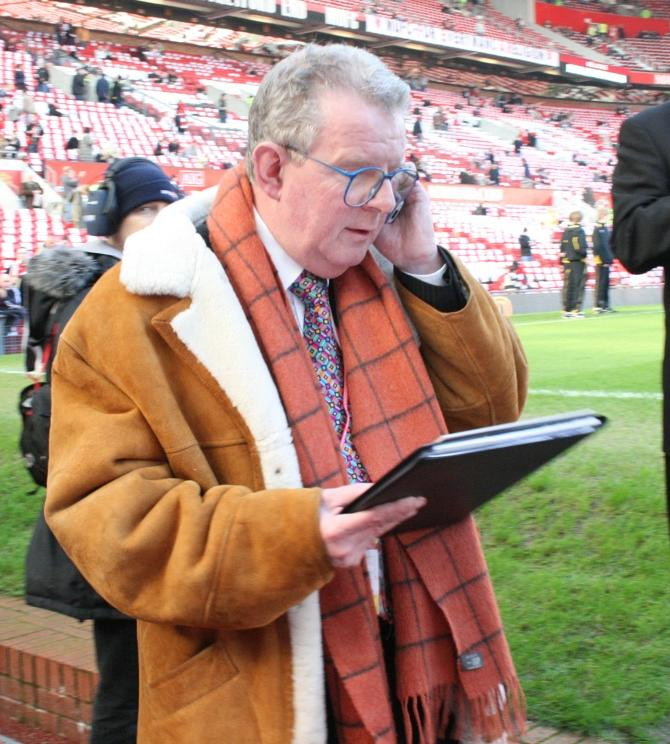
2008年2月10日，莫特森在老特拉福德球场为评述曼徹斯特德比作准备

2008年，BBC失去英格兰足总杯的直播权利，由塞坦塔體育及ITV接替该赛事的直播。莫特森曾试图转投塞坦塔，但遭到BBC的阻止，他于是决定不再从事电视直播节目的评述，并于2008年评述最后一场电视直播赛事——欧洲足球锦标赛决赛，同时继续评述《今日比赛》的预录节目。
自1978年开始，莫特森一共评述过10次國際足協世界盃，其中尤以1998年在巴黎的评述最为著名，当时巴西的官方队员名单漏掉了球员罗纳尔多，直到比赛开始前72分钟经修改后才重新加入，莫特森将之描述为“彻头彻尾的混乱局面”。莫特森最后一次评述國際足協世界盃是在2010年，当时他跟随BBC记者团到达南非，做客《今日比赛》节目，同时在BBC网站上进行相关报导。2015年，莫特森加入CBeebies。
除國際足協世界盃以外，莫特森还评述过10场欧洲足球锦标赛及超过两百场英格兰国家队赛事。
莫特森亦是EA Sports旗下FIFA系列游戏的评述员。他于FIFA 96时期加入，同事包括埃利·麥考伊斯特、安迪·格雷、迪斯·利納姆、马克·劳伦森、克里斯·沃德尔等。FIFA 06发布时，莫特森和麥考伊斯特曾被格雷及克莱弗·提尔德斯利代替，其后又在FIFA足球經理08发布后回归。
2017年9月，莫特森宣布将在赛季结束后从BBC退休。2018年3月11日，莫特森在评述阿森纳足球俱乐部及沃特福德足球俱乐部之间的比赛之后，不再评述电台直播节目，同年5月13日，莫特森在《今日比赛》上评述水晶宫足球俱乐部与西布罗姆维奇足球俱乐部之间的赛事之后，进一步退出电视节目。2018–19赛季期间，莫特森在赌球公司Football Index的广告中亮相。

## 个人生活
莫特森于1976年与安妮·乔布林结婚，两人居住在白金汉郡，并于1986年生下儿子弗雷德里克。
2012年，莫特森表示支持巴尼特足球俱乐部。
莫特森是1996年电视节目《這就是你的生活》的主题人物，该节目主持人米高·阿斯佩爾在一次慈善活动中告知莫特森时，莫特森表示对此感到惊讶，2007年，莫特森做客BBC廣播四台传记节目《伟人》，该节目的形式为每位嘉宾选择一个人作为伟人，莫特森选择了布莱恩·克拉夫。2018年5月19日，BBC二台连续播放了三档晚间特别节目，用于回顾莫特森的职业生涯，
2001年，莫特森在女王诞辰典礼上获授大英帝國勳章。2023年2月23日，莫特森于白金汉郡去世。